# 少花穀木
少花穀木为野牡丹科穀木屬下的一个种。

## 扩展阅读
- 維基物種上的相關：少花穀木